# Francis Kurkdjian
Francis Kurkdjian (14 maggio 1969) è un profumiere francese-armeno, vincitore del premio Prix François Coty nel 2001.

## Biografia
Laureato nel 1993 nel celebre Institut supérieur international du parfum, de la cosmétique et de l'aromatique alimentaire ,il suo più celebre profumo è considerato Le Mâle di Jean-Paul Gaultier. Nel 2009, congiuntamente al suo partner Marc Chaya, ha aperto la propria boutique a Parigi (Maison Francis Kurkdjian) nella quale realizza anche fragranze su misura. Nel mese di ottobre 2021 il genio olfattivo di Francois Demachy gli ha lasciato l'incarico ed è stato nominato direttore creativo dei profumi di Christian Dior.

## Principali profumi creati[3]
- Acqua di Parma : Iris Nobile (con Françoise Caron), 2004
- Baccarat : Rosso 540, 2014
- Burberry : My Burberry, 2014 - Mr Burberry, 2016 - Burberry Brit Floral Rhythm - Burberry Brit Splash - My Burberry Black
- Carven : Profumo, 2013 - Eau de Toilette, 2014
- Christian Lacroix : È la festa (con Jean Jacques), 2007
- Christian Dior : Colonia bianca, 2005 - Acqua nera, 2005
- Davidoff : Silver Shadow, 2005
- Elie Saab : Profumo, 2011 - Profumo, eau de toilette, 2012
- Elie Saab: La Collezione delle Essenze (2014-2016) Essenza n°1 Rosa, Essenza n°2 Gardenia, Essenza n°3 Ambra, Essenza n°4 Oud, Essenza n°6 Neroli, Essenza n°7 Vetyver, Essenza n °8 Sandalo, Essenza n°9 Tuberosa
- Elie Saab : The Leather Collection, 2016: Pelle Bourbon, Pelle Ylang, Pelle Patchouli, Pelle Assoluta
- Elizabeth Arden : Tè verde, 1999
- Emanuel Ungaro : Apparition (con Françoise Caron), 2004 - Profumo, 2007
- Escada : Lily Chic, edizione 2000
- Ferragamo : F di Ferragamo, 2006
- Guerlain : Rose Barbare, 2005 - Eau du Lit
- Giorgio Armani : Armani Mania, 2002
- Indulto : Isvaraya, 2007 - Manakara, 2007 - Thiota, 2007 - per Colette C16, 2008
- Jean-Paul Gaultier : Le Male, 1995 - Fragile, 1999 - Gaultier Power2, 2005 - Male Flower, 2007 - Eau d'Amour, 2008 - Monsieur beauty line (con Nathalie Le Cann), 2008 - MaDame, 2008
- Gio! : Musa, 2004
- Juliette has a gun : Miss Charming, 2007 - Lady Vengeance, 2007
- Kenzo : KenzoKi White Lotus, 2002 - Kenzoworld 2016
- Lancaster : Aquazur, 2004 - Aquasun, 2005
- Lancôme : Miracle Homme, 2001 - Miracle Homme the Aquatonic, 2003
- Lanvin : Voci, 2006
- Narciso Rodriguez : Per lei (con Christine Nagel), 2003 - Per lui, 2007
- Nina Ricci : Estasi, 2015
- Maison Francis Kurkdjian : Aqua Universalis, 2009 - APOM donna, 2009 - APOM uomo, 2009 - Colonia per la mattina, 2009 - Colonia per la sera, 2009 - Lumière Noire donna, 2009 - Lumière Noire uomo, 2009 - Absolue per la mattina, 2010 - Absolue pour le soir, 2010 - Aqua Universalis forte , 2011 - OUD, 2012 - Amyris femme, 2012 - Amyris homme, 2012 – 754 per Bergdorf Goodman, 2012 - OUD cashmere mood, 2013 - OUD silk mood, 2013 - OUD velvet mood, 2013 - Aqua Vitae, 2013 - Femminile plurale, 2014 - Maschile plurale, 2014 - A la rose, 2014 - Oud satin mood, 2015 - Aqua Vitae forte , 2015 - Baccarat Rouge 540, 2016 - Petit Matin, 2016 - Grand Soir , 2016
- Roger e Gallet : Fiore di fico, 2013
- Van Cleef & Arpel : Estate e Autunno, 2004
- Versace : Versus Time for pleasures, 2002 - Jeans Glam couture, 2003
- Yves Saint Laurent : Kouros Eau d'été, 2002 - Kouros Cologne Sport, 2004